# مونشاو
منشاو (بالألمانية: Monschau) هي مدينة وبلدة ألمانية تقع في ألمانيا في آخن. يقدر عدد سكانها بـ 12,917 نسمة .

## معرض الصور

صور من مدينة مونشاو
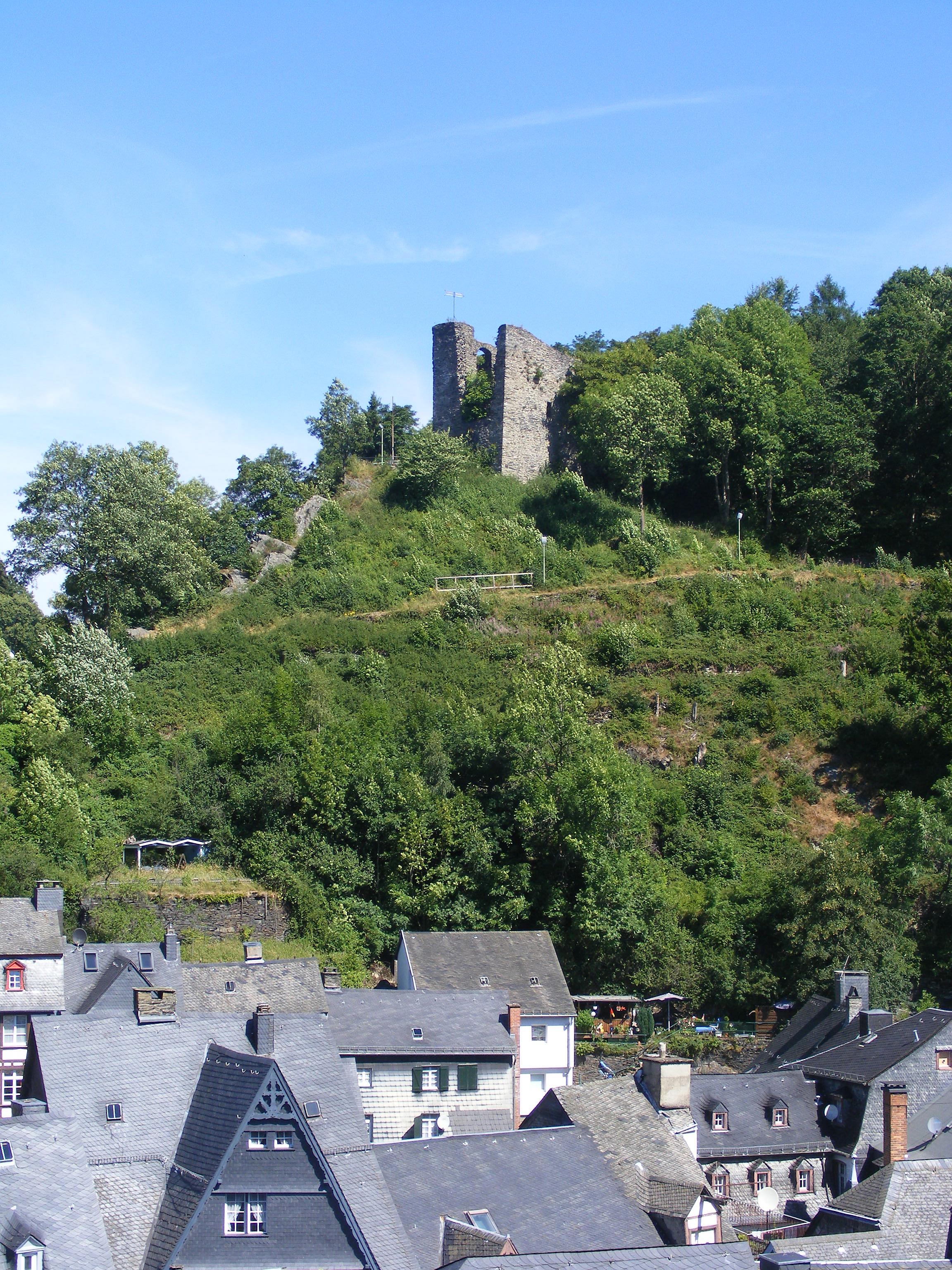
Haller
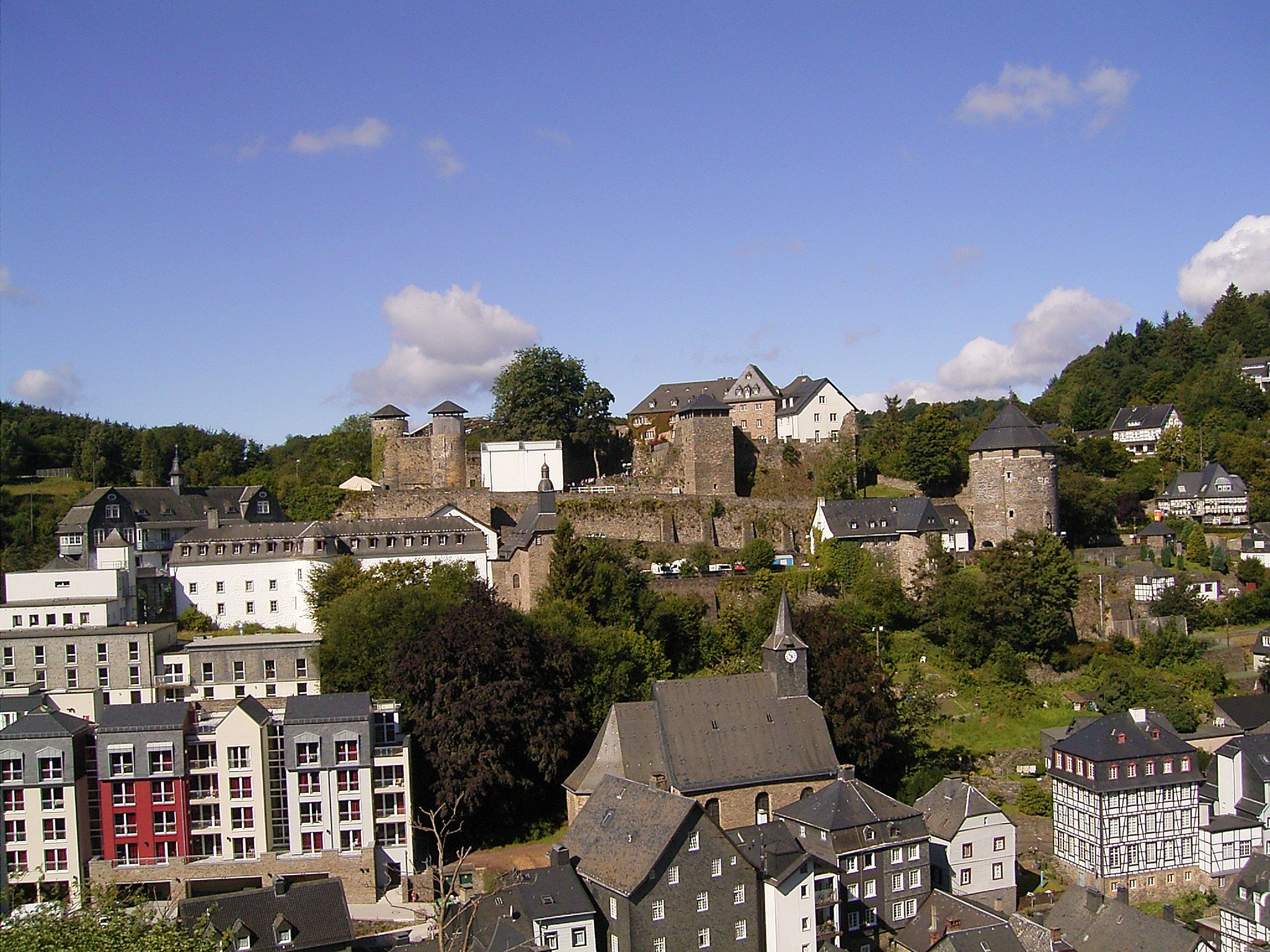
Blick auf die Burg Monschau
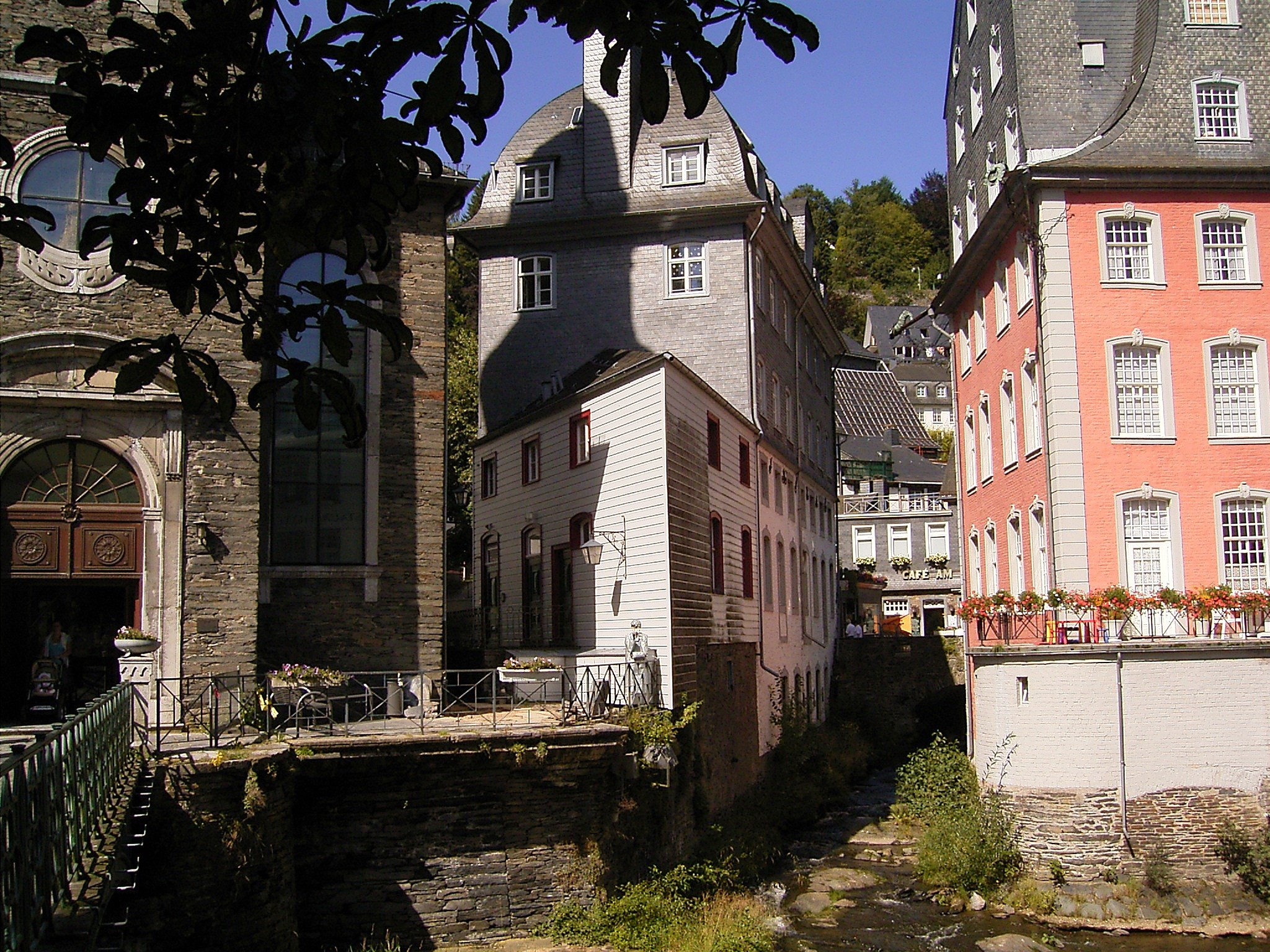
Altstadt
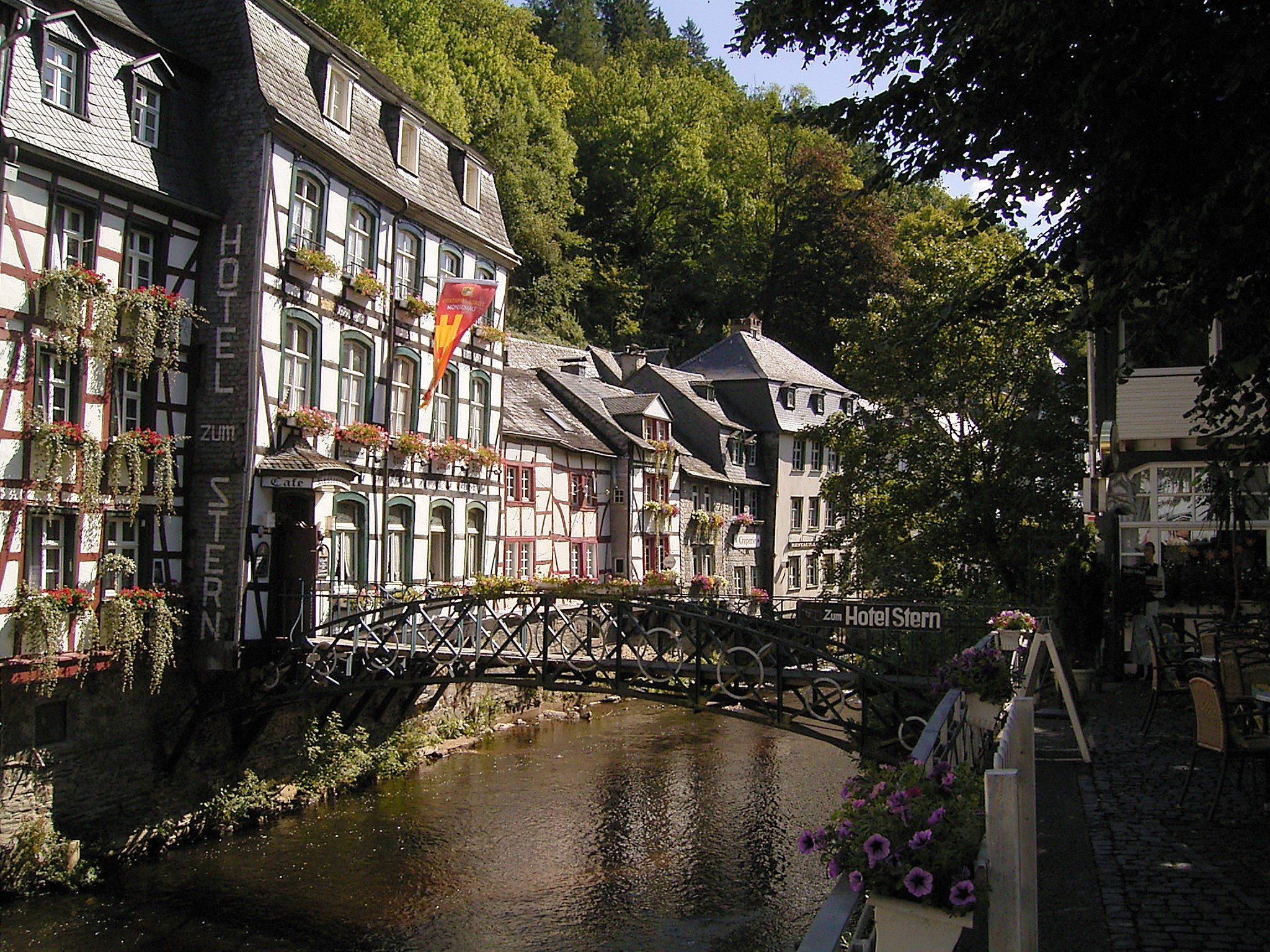
Altstadt
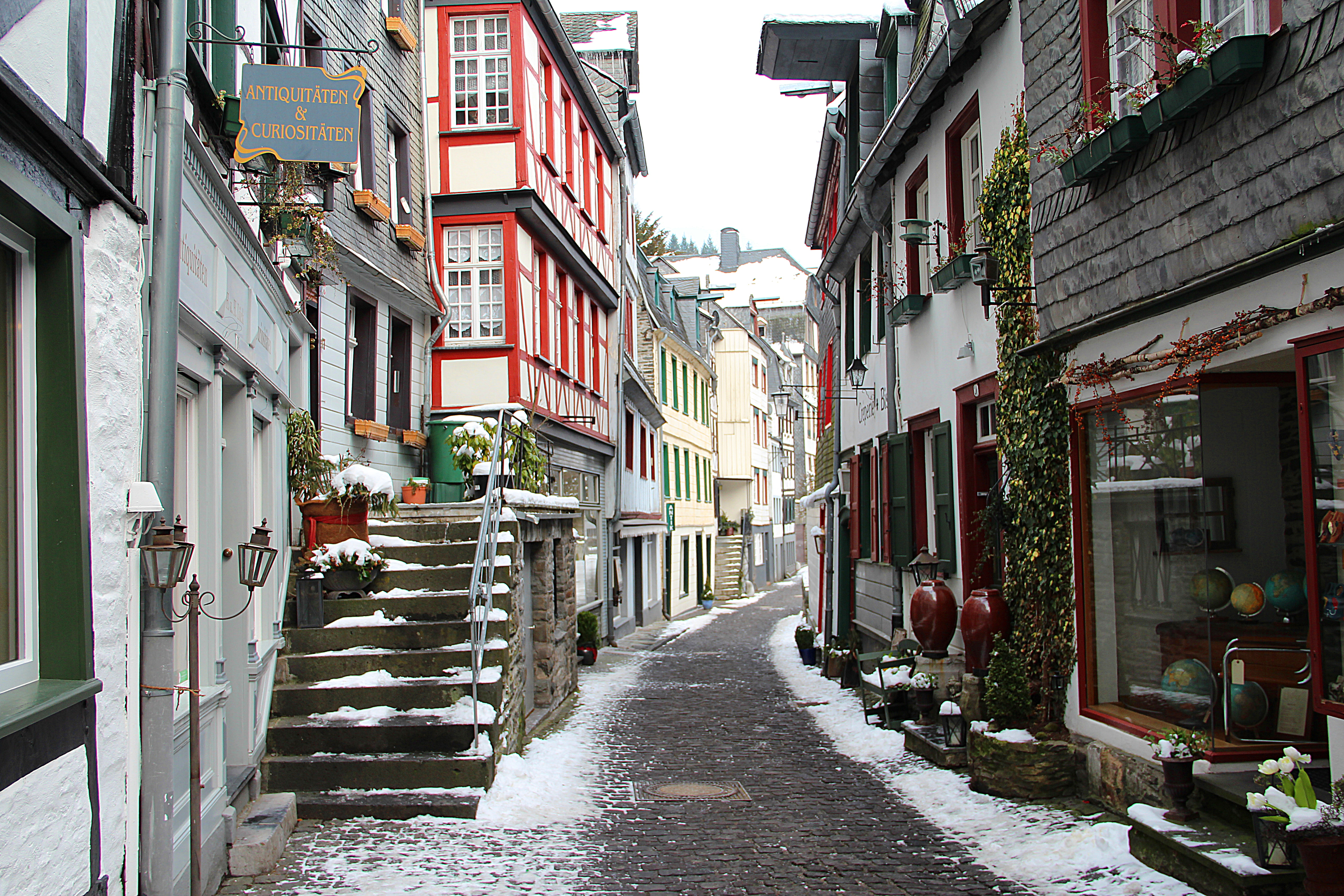
Eschbachstraße
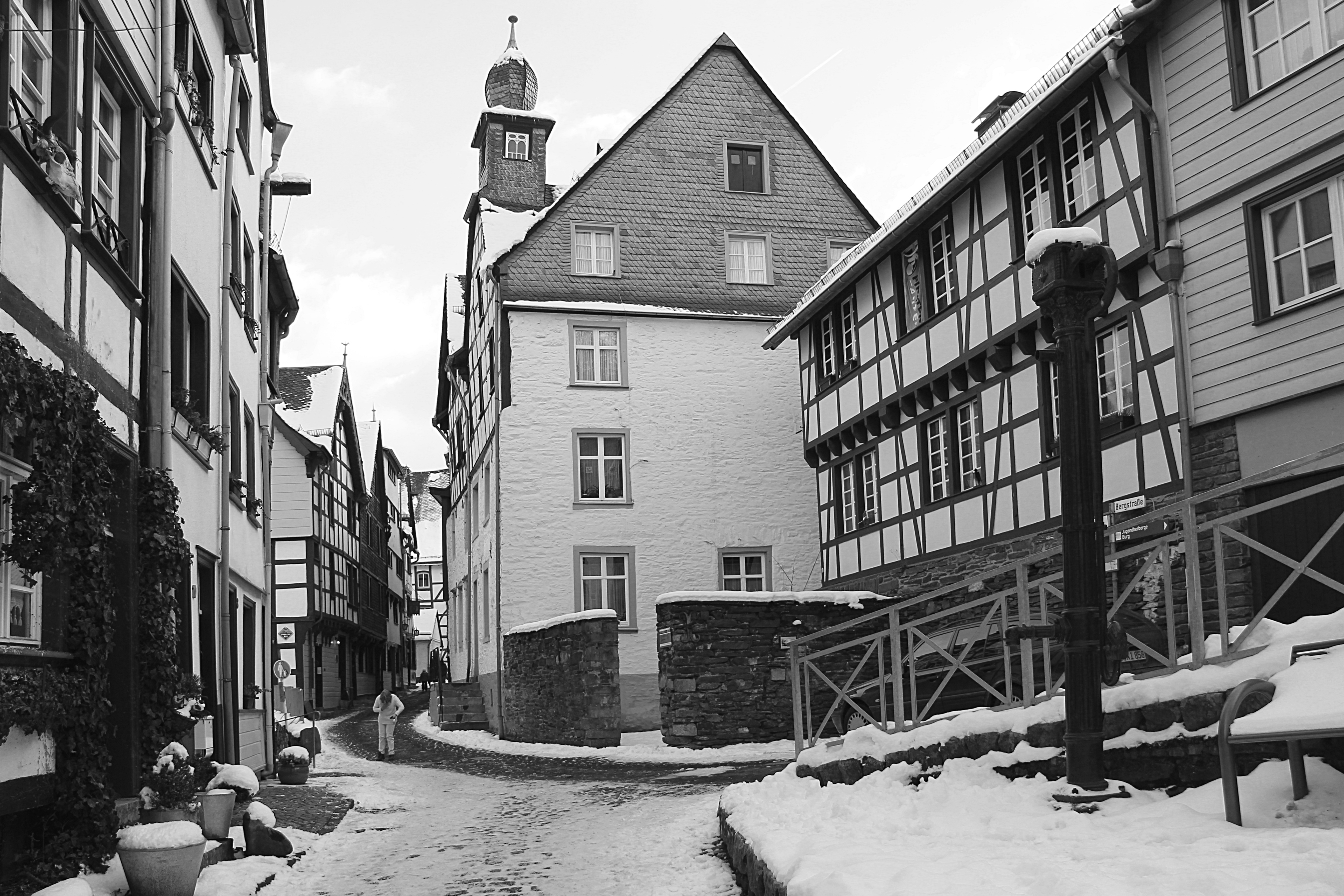
Holzmarkt
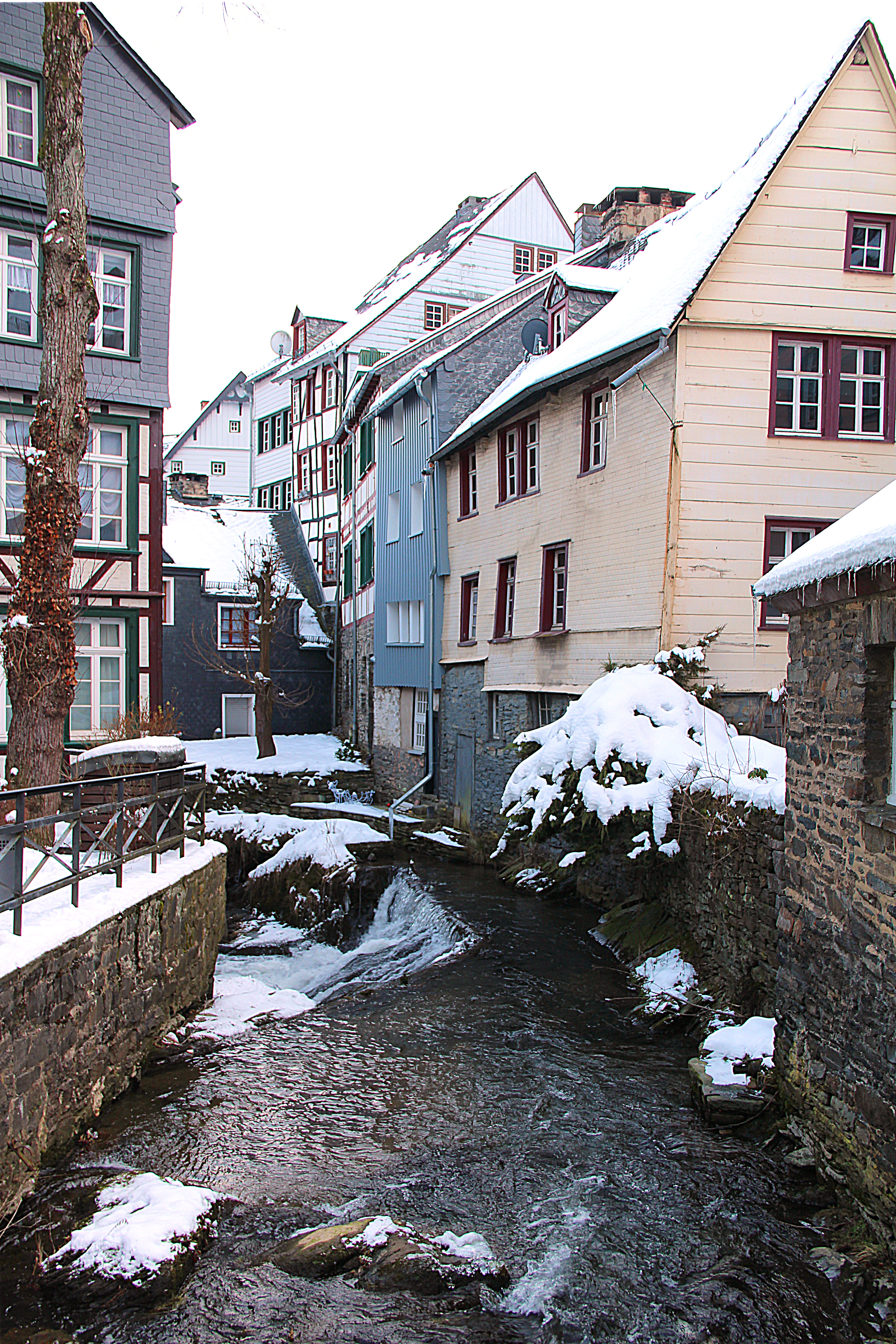
Laufenbach
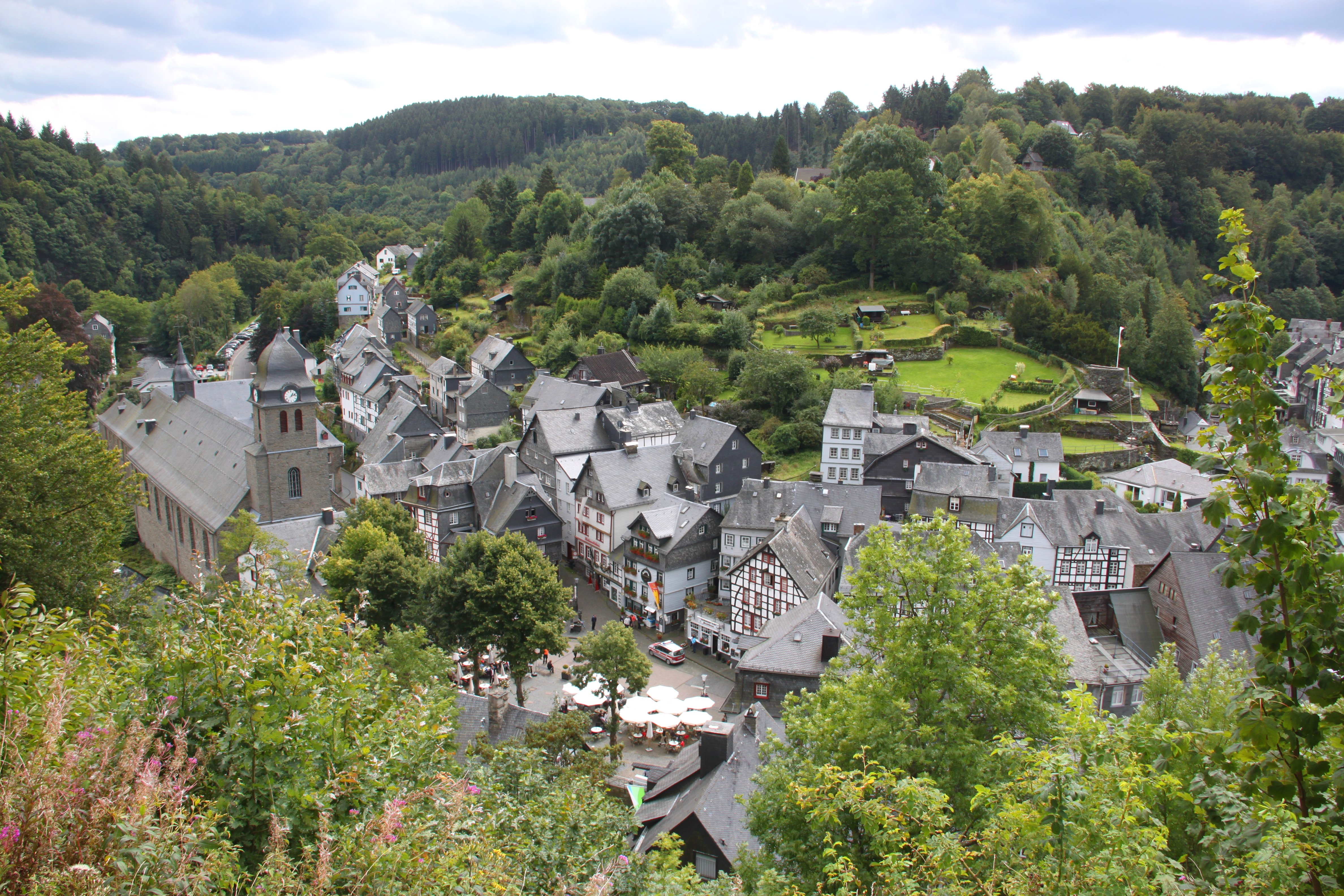
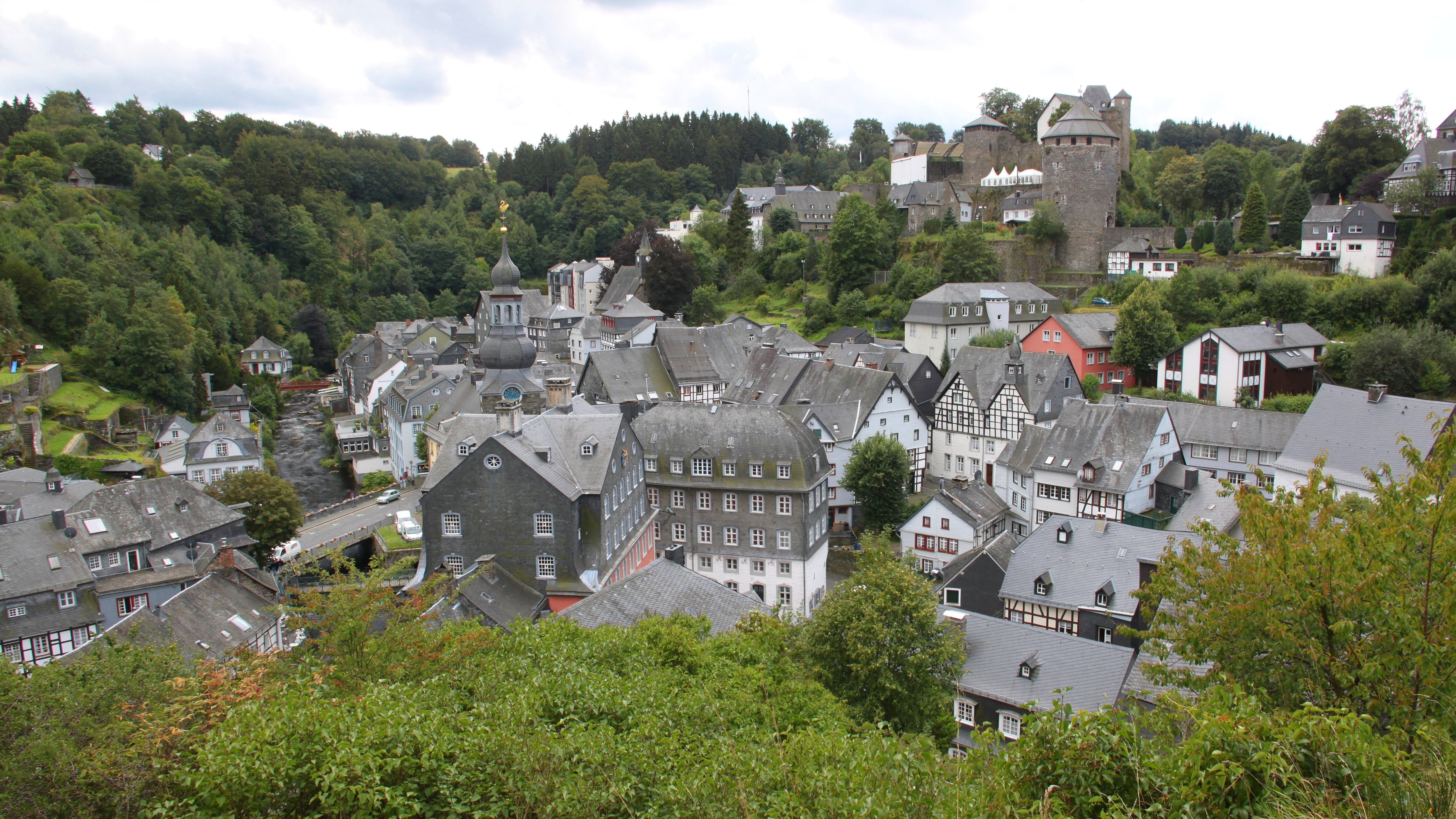
على ضفاف نهر الروهر
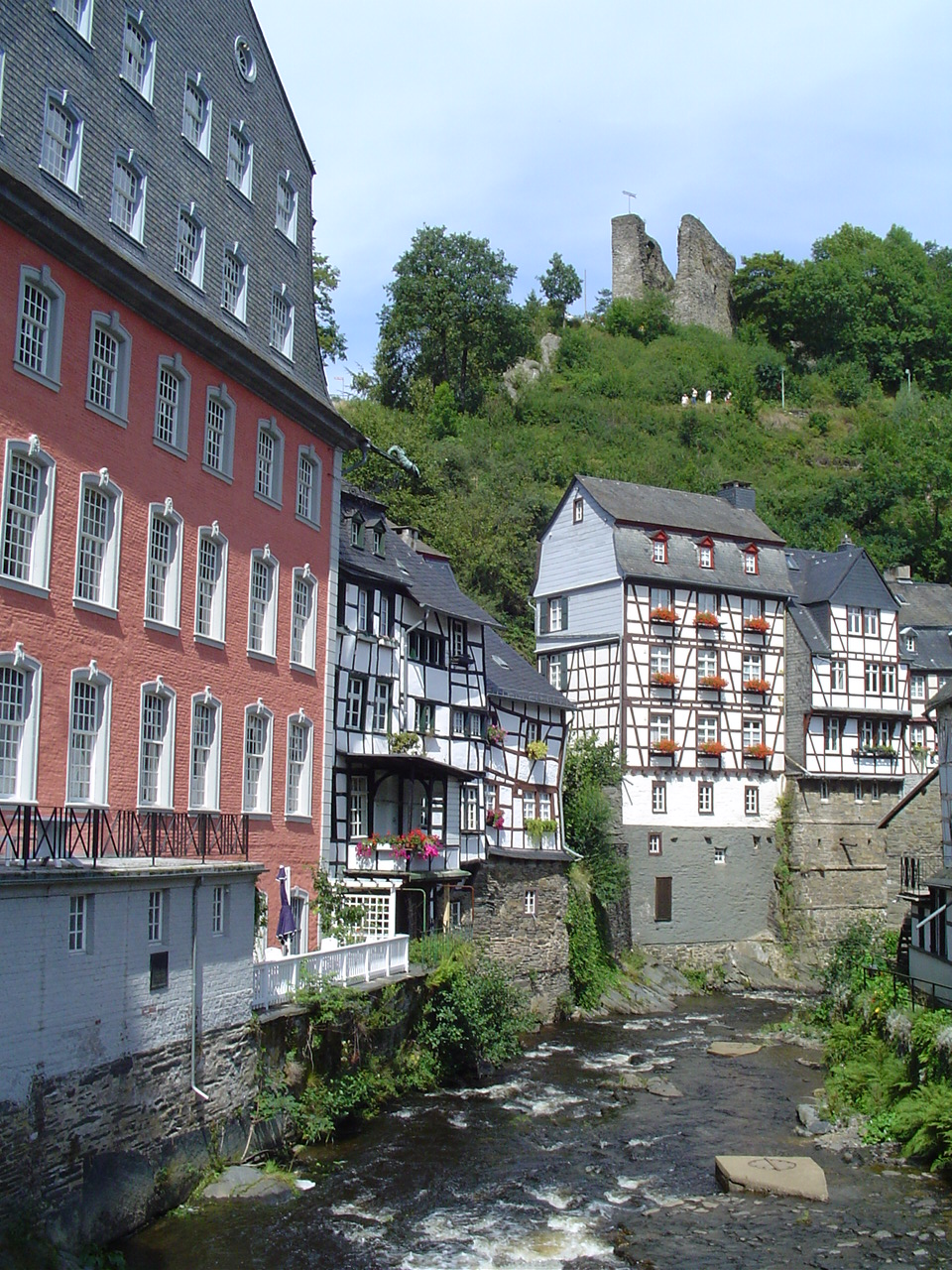
متحف البيت الأحمر

## السياحة
تعد مدينة مونشاو مكانا للانتعاش الصحي منذُ عام 1996 تجذب إليها في الأشهر الدفيئة جموعا غفيرة من الزائرين . تتميز فيها البيوت بتغطيتها بأحجار رقيقة مهذبة من الأردواز تخلع عليها ثوبا من أشكال بيوت العصور الوسطى على نهر الروهر ز وتكثر فيها صالونات القهوة وصانعو الكيك بأشكال متعددة والمطاعم ومحال للصناعات اليدوية ويكثر فيها محال بيع الزينة التذكارية. وتوجد أماكن توقيف السيارات حول وسط المدينة .

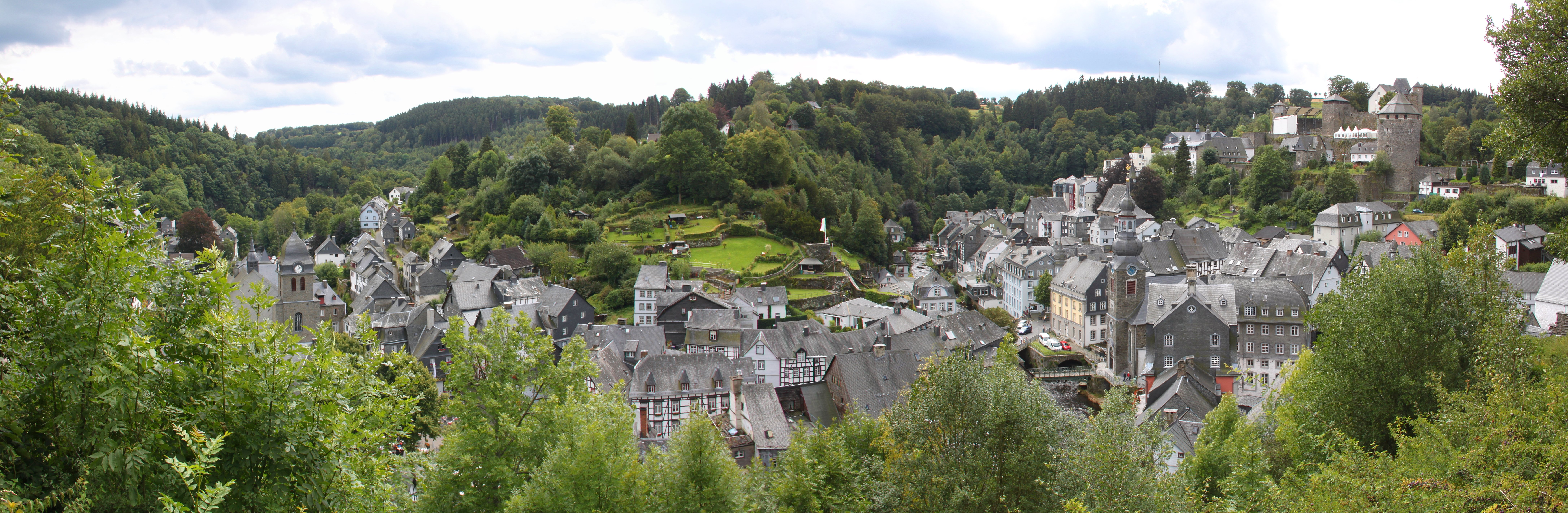
صورة بانوراما لمدينة مونشاو ملقوطة من "هالر".

## أعلام
- إلوين برونو كريستوفل